# Tabassarans
Els tabassarans són un poble caucàsic de religió musulmana sunnita que viuen al sud-est del Daguestan, als marges dels rius Darvag, Rubas, Chirah-nir i Karchag-nir, als districtes Tabassaran (centre, Khuchni) i Khiv (centre, Khiv), en uns 25 assentaments, els principals dels quals són Khiv, Khuchni, Kandik, Kushtil, Lyakhle, Djuli, Tchere, Mejgyul, Kurag, Tinit, Arkit, Dyubek i Shirtich. Mantenen els clans exogàmics amb una jerarquia patriarcal de caràcter feudal.
El 2011 sumaven 200.000 individus i parlaven el tabassaran, una llengua caucàsica.